# Anchialina zimmeri
Anchialina zimmeri är en kräftdjursart som beskrevs av W. M. Tattersall 1951. Anchialina zimmeri ingår i släktet Anchialina och familjen Mysidae. Inga underarter finns listade i Catalogue of Life.